# Stadtpfarrkirche Buckow (Märkische Schweiz)

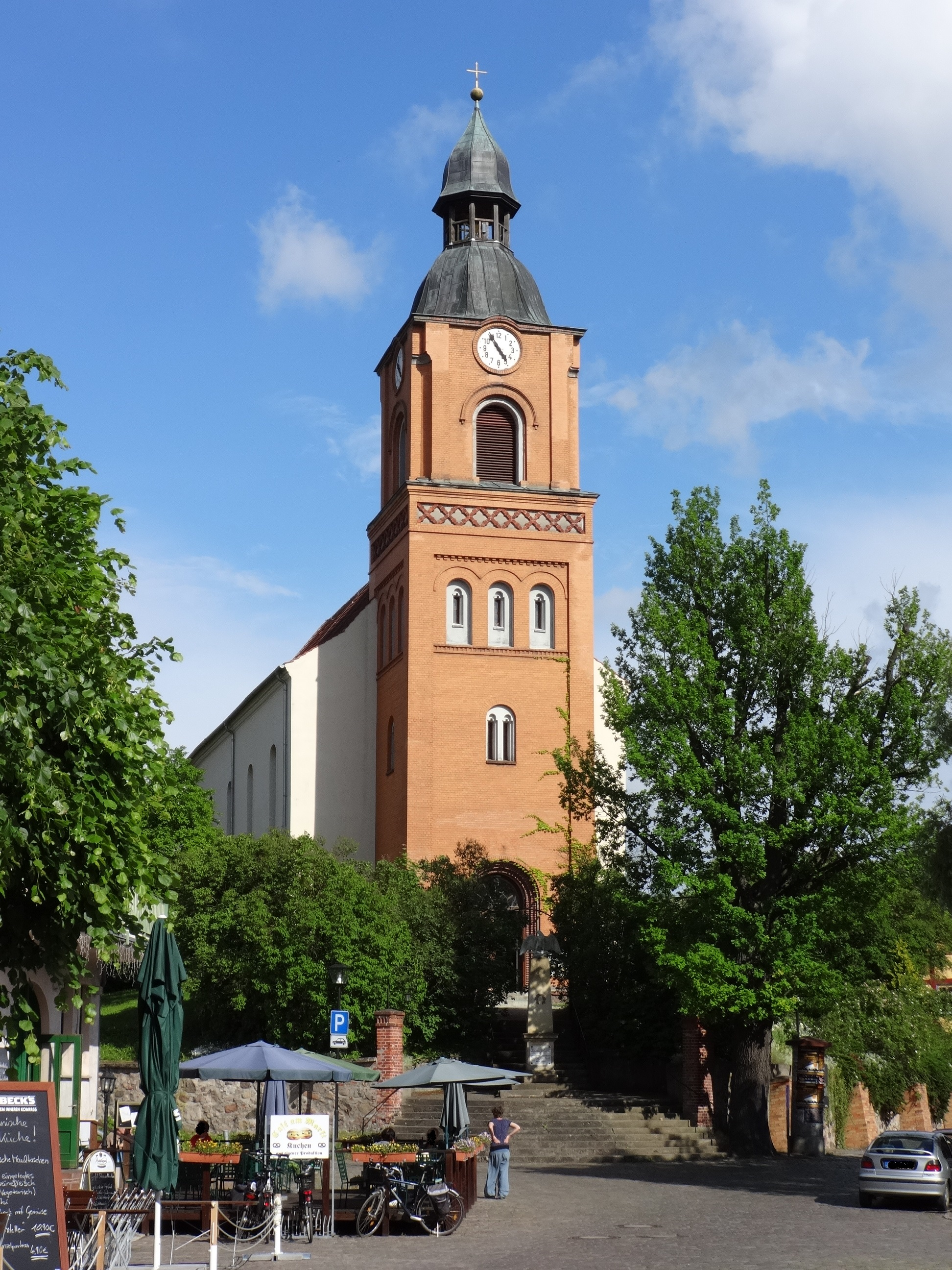
Stadtpfarrkirche, Mai 2014

Die Stadtpfarrkirche ist die evangelische Kirche von
Buckow (Märkische Schweiz), einer Stadt im Landkreis Märkisch-Oderland in Brandenburg. Die Kirchengemeinde ist Teil des „Pfarrsprengels Märkische Schweiz“ im Kirchenkreis Oderland-Spree der Evangelischen Landeskirche Berlin-Brandenburg-schlesische Oberlausitz (EKBO).

## Geschichte
An der Stelle des heutigen Bauwerks wurde um 1250 erstmals eine einfache Holzkirche für deutsche Siedler errichtet. Um 1300 ersetzen Zisterziensermönche sie durch einen Bau aus Feldsteinen in einer Stilmischung aus Romanik und Gotik. Als erster evangelischer Pfarrer ist Thomas Sameland in der Zeit von 1541 bis 1577 überliefert. 1665 zerstörte ein Feuer den gesamten Ort, darunter auch den Kirchturm, das Pfarrhaus sowie das Diakonat. 1671 schenkte Mathias Beetz der Gemeinde eine Taufschale aus Messing. Sie trägt ein Bild des berühmten römischen Redners Ciceros sowie einen umlaufenden Schriftzug. Zehn Jahre später stiftete Dorothea Elisabeth von Flemming ein Abendmahlgeschirr. 1686 brannte die Kirche ab. 
Unter der Leitung des Berliner Baumeisters Mathias erhielt die Kirche ihre noch heute erhaltene Form als barocker Putzbau. Mathias legte dabei eine Gruft für die Familien von Pfuel und Flemming an. 1730 brachte man zur Stabilisierung des Mauerwerks drei Strebepfeiler an. Die Erneuerung des Innenraums erfolgte 1891. 
1709 erhielt die Kirche eine Orgel von Gottlieb Spiess. Die Spiess-Orgel wurde durch ein Modell von Wilhelm Sauer ersetzt. 
Im Zuge des Ersten Weltkrieges musste die Kirchengemeinde zwei Glocken aus Bronze abgeben. Im Zweiten Weltkrieg wurde die Kirche durch einen Brand am 1. Mai 1945 bis auf die Grundmauern zerstört. Die verbliebenen Glocken fielen dabei in die Ruine und wurden zerstört. 
In den Jahren 1950 bis 1951 baute die Gemeinde die Kirche neu auf. Der Turm erhielt dabei wieder seine spätbarocke Haube. Die Kirche wurde am 8. April 1951 wieder eingeweiht. Fünf Jahre später erhielt sie eine Orgel von Hermann Eule aus Bautzen.

## Architektur
Die einschiffige Saalkirche verfügt über einen rechteckigen Grundriss mit einem angesetzten Chor. Die ursprünglich vorhandenen Umfassungsmauern aus Feldsteinen sind nicht mehr erkennbar, da das gesamte Bauwerk mit einem hellgelben Putz versehen ist. Hiervon hebt sich der Westturm mit orangefarbenen Klinkern deutlich ab. Hier befindet sich auch der Zugang zur Kirche, der in einem bogenförmigen, zweifach versetzten Portal aus dunkelroten Mauerziegeln eingefasst ist. Darüber befinden sich auf den drei sichtbaren Seiten des Turms je zwei schmale, grau verputzte Fensteröffnungen, die ebenfalls mit Mauerziegeln bogenförmig verkleidet wurden. Es folgt ein umlaufender Fries, über dem wiederum je drei einzelne, deutlich größere Fenster eingebaut wurden. Ein weiterer, kreuzförmig eingefasster Fries aus roten Backsteinen schafft den Übergang zu den Klangarkaden. Sie sind mit halbkreisförmigen angeordneten Ziegeln verziert. Darüber befindet sich die Kirchturmuhr. Die Kanten des Turms sind mit Lisenen markant gestaltet. Der Turmhelm ist zweifach gegliedert und von einer Plattform unterbrochen. Die Helmspitze wird von einer Kugel und einem Kreuz gekrönt. Die Nord- und Südfassade sind mit jeweils fünf hohen, schlichten bogenförmigen Bleiglasfenstern gegliedert. An der Südseite befindet sich unterhalb eines dieser Fenster ein Portal mit einem mächtigen Mittelrisalit, der auf zwei Säulen ruht.

## Turm
1791 zerstörte ein Blitzschlag den Kirchturm mit seiner barocken Haube und einer Laterne. Er wurde zwei Jahre später wieder aufgebaut, musste aber 1885 abgetragen werden, da er einzustürzen drohte. 1887 errichtet die Kirchengemeinde einen neuen, deutlich schlankeren Turm aus Ziegelsteinen einer Buckower Ziegelei. 1901 stellte man fest, dass die Ziegelsteine des Turms einen hohen Kalk- und Salpetergehalt aufwiesen und schnell verwitterten. Daher umkleidete man den Kirchturm mit Verblendsteinen aus Liegnitz. 1960 ergänzte man den Turm um eine Uhr; drei Jahre später wurde der Außenputz erneuert. 1989 folgte die neue Eindeckung des Turms mit einem Kupferblech. Im Jahr 1997 stellte man erneut Risse fest. Als Ursache vermutet man den zunehmenden Schwerlastverkehr; bis Ende 2004 führte man daher eine Ertüchtigung des Fundaments durch.

## Innenraum und Inventar
Der Innenraum ist in einem schlichten Weiß gehalten und mit einer flachen, mit dunklem Holz verkleideten Decke ausgestattet. Die Empore ist ebenfalls schlicht gehalten und mit dunklem Holz verkleidet, von der sich hellere Kassetten absetzen. Ein mittig angebrachter Bogen schafft Platz für die dahinter befindliche Orgel.

## Orgel
Die Orgel ist ein Werk von Eule Orgelbau Bautzen, welche 1956 gebaut wurde und am 24. August 1956 begutachtet wurde. Sie verfügt über 19 Register auf zwei Manualen und Pedal. Die Disposition lautet:
| I Hauptwerk C–f3 |       |
| Prästant         | 8′    |
| Spitzgedackt     | 8′    |
| Oktav            | 4′    |
| Gemshorn         | 2′    |
| Scharf IIII      | 2′    |
| Quinte           | 1 ⁄3′ |

| II Oberwerk C–f3 |      |
| Gedackt          | 8′   |
| Quintade         | 8′   |
| Rohrflöte        | 4′   |
| Prinzipal        | 2′   |
| Schwiegel        | 1′   |
| Zink III–IV      | 4′   |
| Zimbel II        | 1⁄2′ |
| Tremulant        |      |

| Pedal C–f1        |     |
| Subbaß            | 16′ |
| Prinzipalbaß      | 8′  |
| Baßgedackt        | 8′  |
| Waldflöte         | 4′  |
| Mixtur IV         |     |
| Liebliche Posaune | 16′ |

- Koppeln: II/I, I/P, II/P

## Galerie

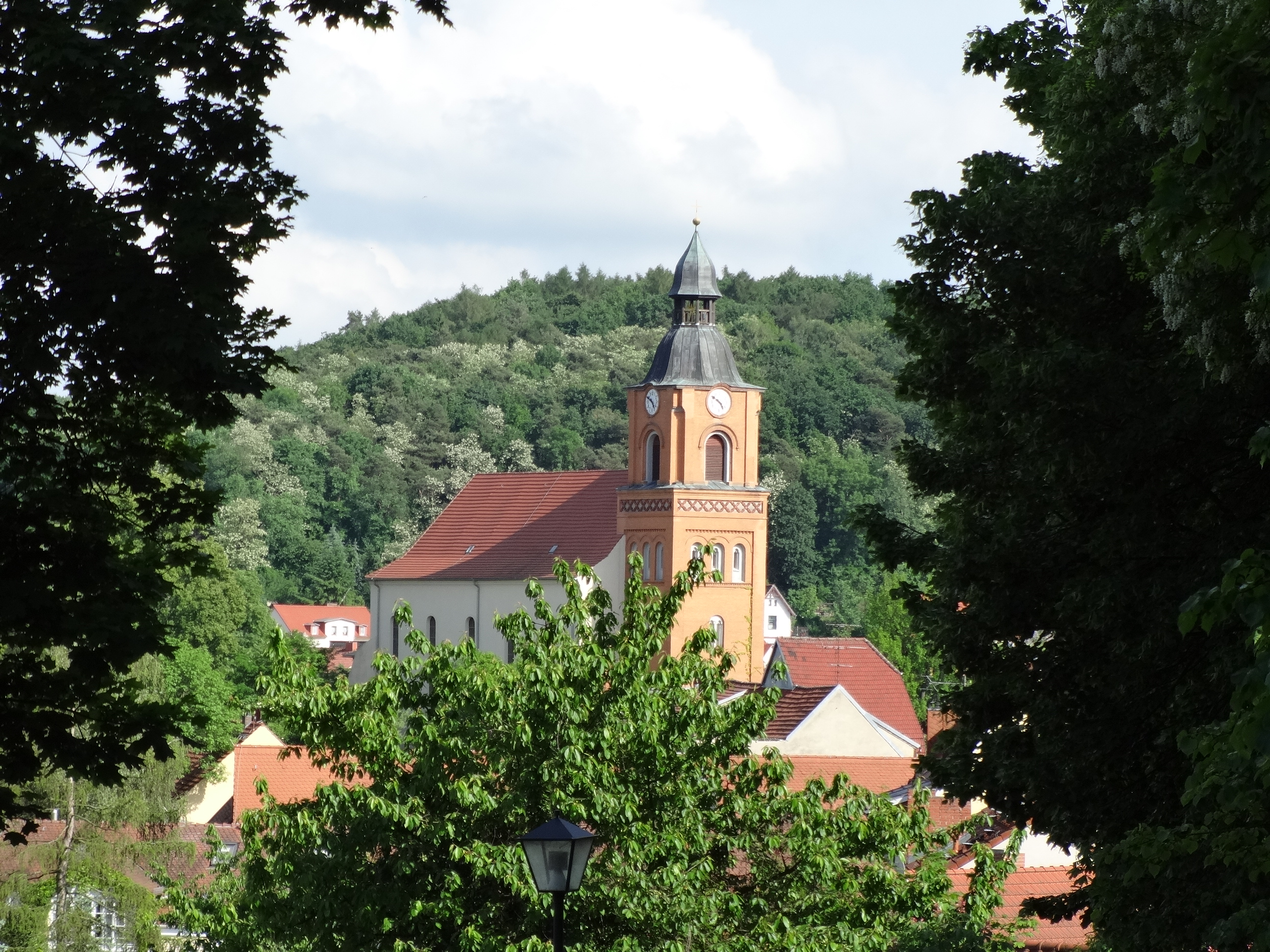
Ansicht von einer Anhöhe
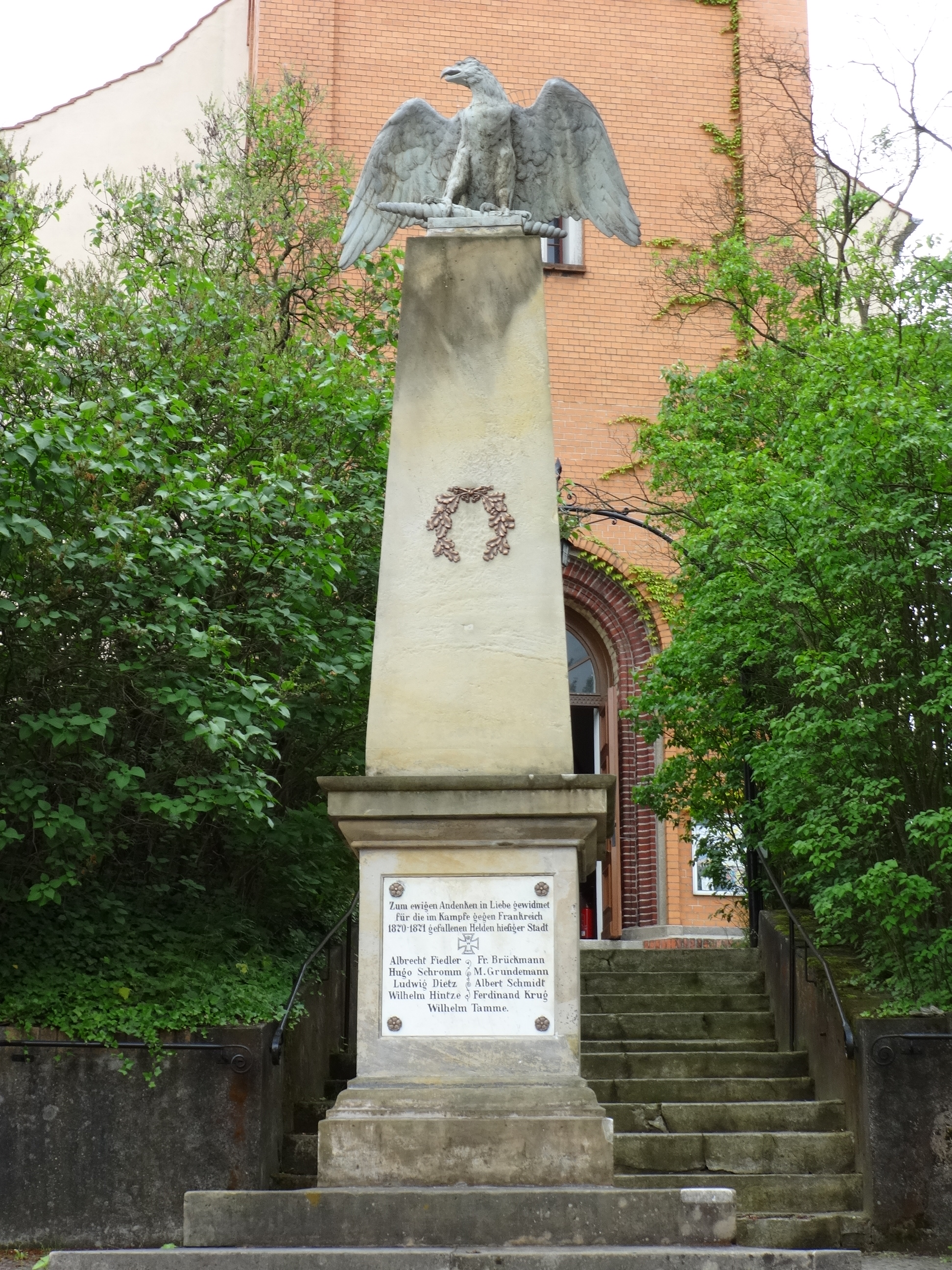
Denkmal für die Gefallenen im Deutsch-Französischen Krieg 1870/71
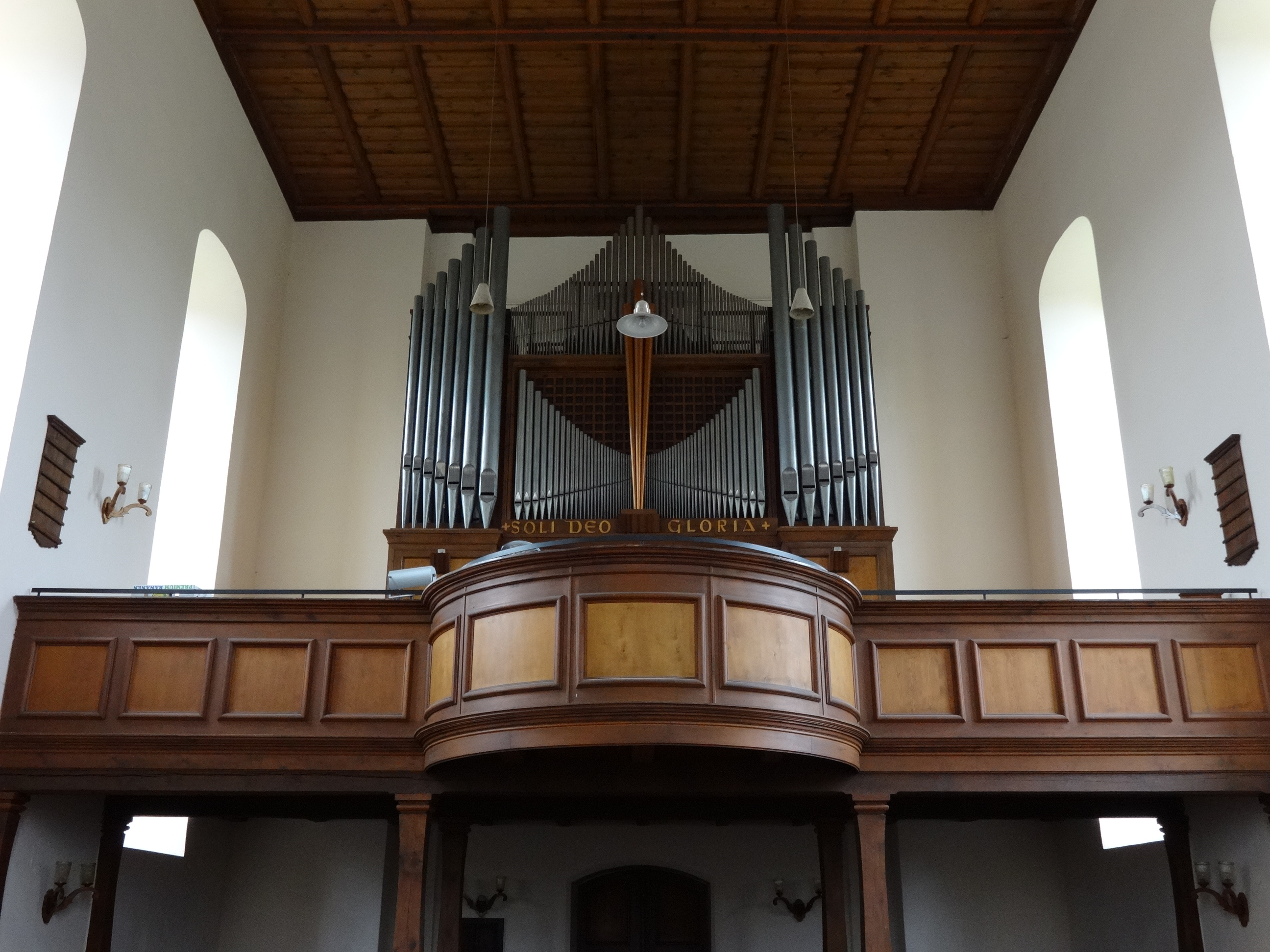
Empore mit Orgel
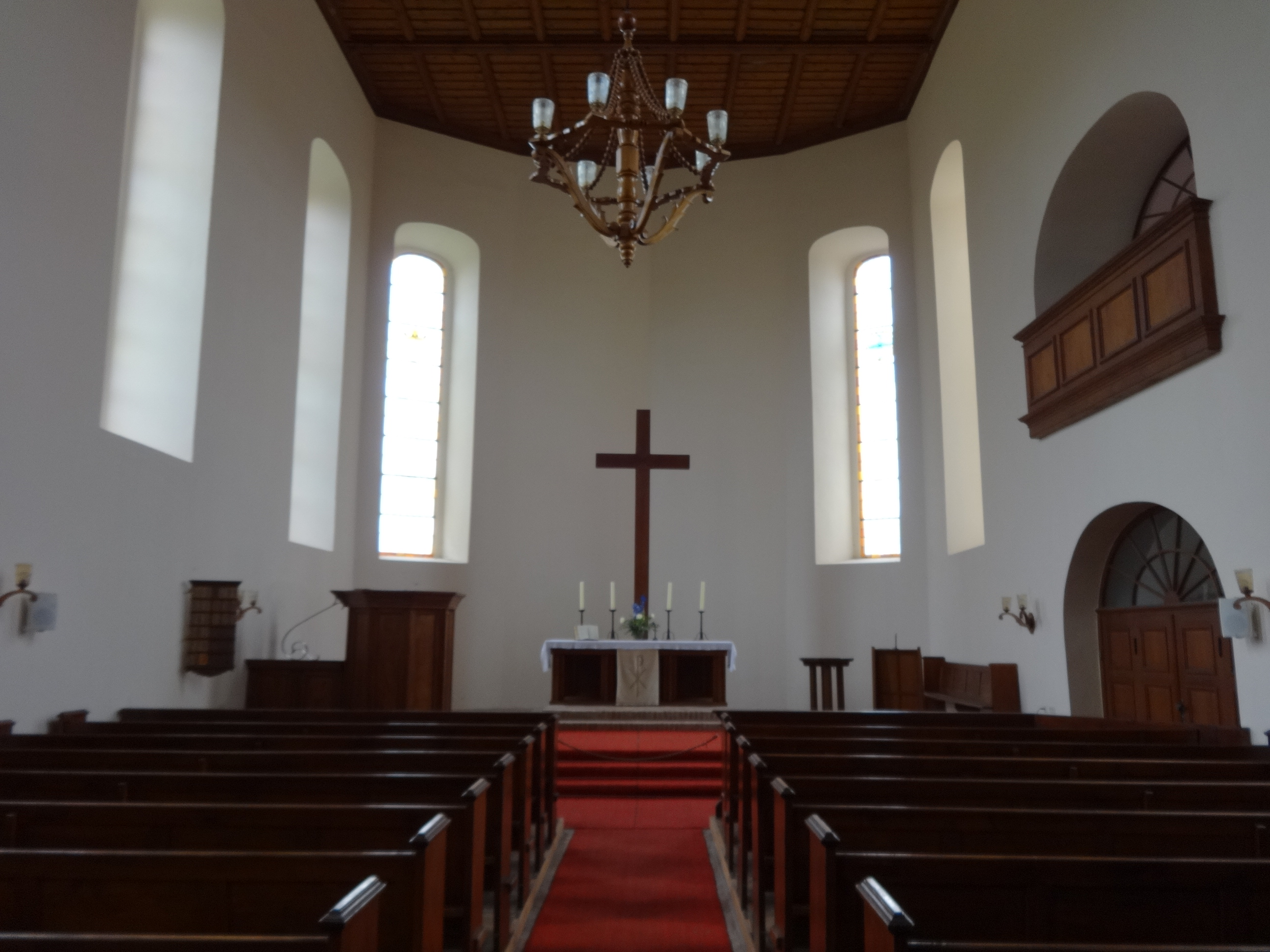
Innenraum
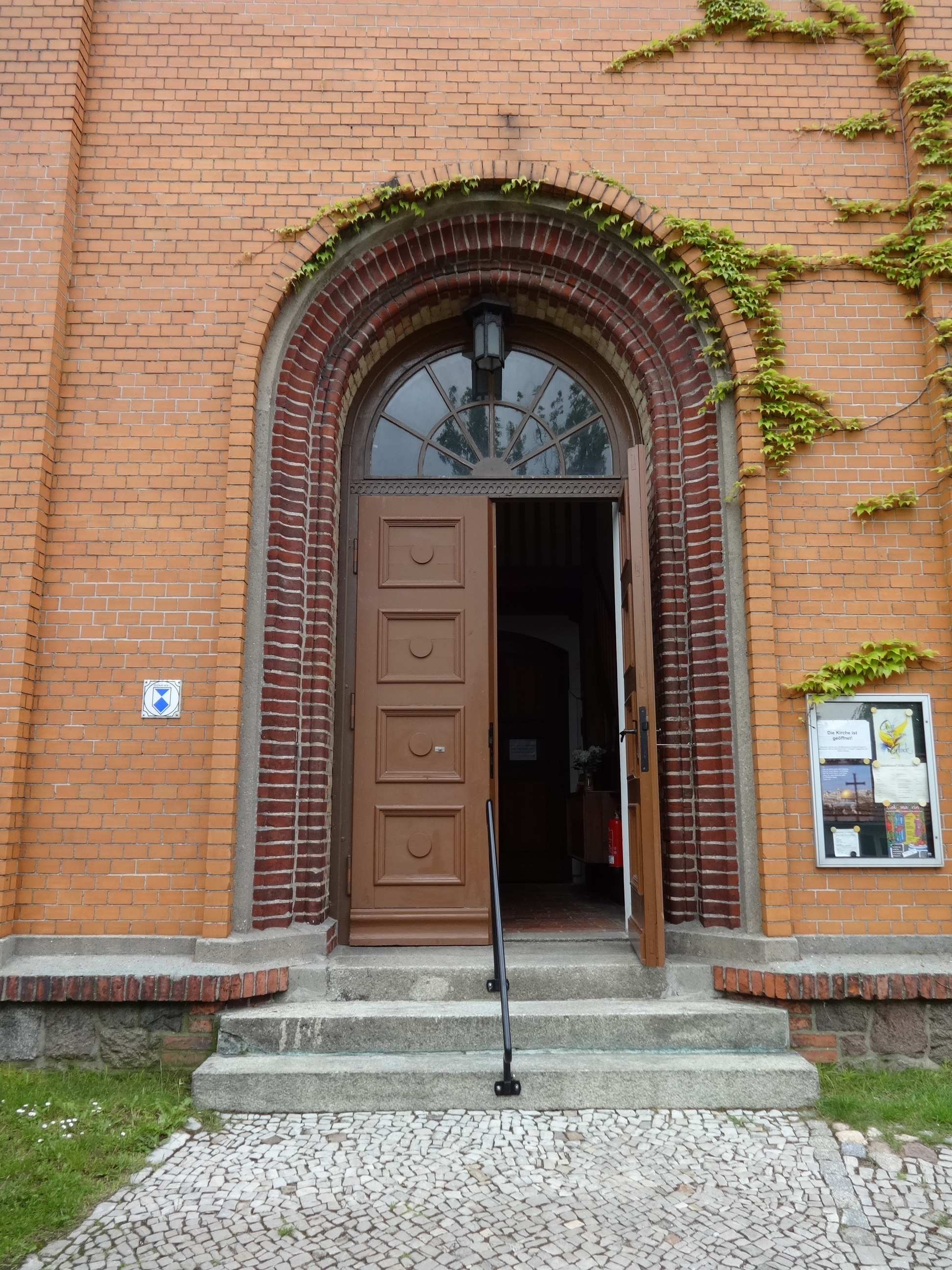
Westportal